# Glyn Jones (Schriftsteller, 1931)
Glyn Idris Jones (* 27. April 1931 in Durban, Südafrika; † 2. April
2014 in Vamos, Kreta, Griechenland) war ein südafrikanischer Schauspieler, Regisseur, Drehbuchautor und Schriftsteller.

## Frühe Jahre
Glyn Idris Jones wurde am 27. April 1931 in Durban, Südafrika, geboren. Seine Eltern waren walisischer und italienischer Abstammung. Seine Theaterkarriere umfasste fast sechs Jahrzehnte und schloss viele Engagements in England, Europa und den USA ein.
Nach Universitätsstudium und Schauspielschule tourte er mit der National Theatre Company durch Südafrika, bevor er nach London aufbrach. Er trampte durch Afrika und erarbeitete sich seine Passage auf einem Passagierschiff als Steward. Nach seiner Ankunft in England nahm er
1953 einen Job bei der Sunday Times an und später bei der Kemsley Newspapers. Gleichzeitig schrieb er in seiner Freizeit Theaterstücke. Seine ersten Engagements hatte er während einer Sommerspielzeit im alten Tivoli Theatre in New Brighton. Er spielte Statistenrollen im Fernsehen und während einer weiteren Sommerspielzeit auf der Isle of Wight. In Zeiten ohne Job arbeitete er in Pubs, z. B. in Joe Lyons’ Cadby Hall, für einen kleinen Verlag und als Gebäudereiniger.

## Schauspieler
Als Schauspieler trat er in London in Reunion in Vienna im Piccadilly Theatre auf. Es folgten The Great Society, Something Burning, Treasure Island im Mermaid Theatre, Streamers im Roundhouse, A Coat of Varnish und Captain Brassbound’s Conversion im Haymarket, Measure for Measure im Open Space und Tsafendas im Almost Free. Ferner spielte er Hauptrollen in Provinztheatern, im Tourneetheater und in Häusern in ganz Europa. Oft arbeitete er beim Film, in Radio und Fernsehen. In seinem letzten Fernsehauftritt spielte er den pädophilen Mörder Sidney Cooke in The Lost Boys in der BBC.
Während seiner Arbeit als Schauspieler schrieb er Theaterstücke, 16 wurden produziert. Das erste Stück, Oh Brother!, wurde in Ipswich, England, aufgeführt. Später folgten u. a. in London Early One Morning im Arts Theatre und Champagne Charlie im Mayfair Theatre. Letzteres basierte auf dem Leben des großen Music-Hall-Stars George Leybourne. Das Stück ging auch auf Tour und wurde 2013 ein letztes Mal in der Wilton’s Music Hall aufgeführt. Ferner wurden Women Around in Worthing und Tell me you Love me (a.k.a. How do you like your Wagner?) in Perth gespielt.
Sein Theaterstück The 88 wurde 1979 im Old Vic in London aufgeführt. Thema war die Meuterei eines irischen Regiments in Indien im Jahre 1920. Obwohl es ungefähr 10 Jahre zuvor geschrieben worden war, wurde dem Stück der Mord an Lord Mountbatten durch die IRA zwei Wochen vor der Uraufführung zum Verhängnis. Während der Pressekonferenz des Stückes unterhielten sich zwei Kritiker darüber und einer äußerte: „Wie können sie es wagen, dieses Stück so kurz nach dem Mord am geschätzten Lord Louis (d. h. Lord Mountbatten) zu bringen. Ich werde es in Stücke reißen“, was er und einige andere dann taten. Glyn Jones war durch diese ungerechtfertigte Kritik, die nichts mit dem Stück zu tun hatte und trotz positiver Zuschauerreaktionen, am Boden zerstört und schrieb für zehn Jahre keine Stücke mehr. Felix Barker schrieb über The 88 in der Evening News : „Es passiert nicht oft, dass das Theater sich die Hand mit Tagesaktualität gibt. Aber genau das geschah gestern Abend …“
2013 trat Jones ein letztes Mal in einem Werbefilm von Indigo View für Kreta Crete: See for yourself in der Rolle eines witzigen und aufmüpfigen Filmproduzenten auf. Dieser Kurzfilm gewann einen Preis.

## Dr. Who
Im Jahre 1964 wurde Jones von David Whitaker, dem Story Editor von „Doctor Who“, angerufen, um ihn als Drehbuchautor für eine Folge der Serie zu gewinnen. Whitaker war zu der Zeit, als Jones’ Drehbuch für The Space Museum für die Produktion vorbereitet wurde, bereits von Dennis Spooner abgelöst worden und dieser veränderte das Drehbuch. Glyn Jones lehnte Spooners Kürzungen ab, da viele witzige Zeilen herausgeschnitten wurden. Spooner meinte, diese passten nicht zu – wie er es sah – einer „high-concept“-Science-Fiction-Story wie Dr. Who. Daher blieb dies Jones’ einziger Beitrag als Drehbuchautor zu Doctor Who. Jedoch spielte er im Jahre 1975 in The Sontaran Experiment die Figur des Krans. Dies war eins der wenigen Male, wo ein Drehbuchautor von Doctor Who selbst vor der Kamera stand.

## Regisseur
Er führte Regie an der RADA in London und in Buxton, Chesterfield, Worthing, Derby. Er unterrichtete und führte zwei Jahre lang Regie an der James Madison University in Virginia in den USA und an der Furman University in South Carolina. In Amerika spielte er Dodge in Sam Shepards „Buried Child“, Argon in Molieres Der eingebildete Kranke und Eddie Carbone in „A View From a Bridge“. Weiterhin spielte er im Dinner Theatre an der James Madison University „The Fantasticks“ und Neil Simons „Fools“. Er spielte und führte Regie am Wayside Theatre in der Nähe von Washington; diesmal Elliot in „Private Lives“ und Pseudolus in A Funny Thing Happened on the Way to the Forum. Er führte Regie in „Tribute“ und in „The Innovents“ und wurde von der Furman University eingeladen, Dysart im Equus zu spielen, zu unterrichten und mit Studenten Shakespeare-Stücke zu erarbeiten.

## Schriftsteller
Glyn Jones schrieb 1965 das Drehbuch für den Columbia-Film A King’s Story – ein Dokumentarfilm über das Leben des Herzogs von Windsor und dessen Abdankung als König Eduard VIII. Dieser Film wurde für einen Oskar nominiert.
Außerdem war Jones verantwortlicher Skripteditor und Skriptwriter der sehr erfolgreichen englischen Kinderserie Here Come the Double Deckers (1970–71) von 20th Century Fox. Weiter schrieb er Drehbücher für die Children’s Film Foundation, und diese gewannen dort zwei Preise. Jones steuerte sechs Drehbücher zu deren Serie Sechs Wilde und ein Krümel/The Magnificent Six and 1/2 (1968–69) und neun Drehbücher für „Here Come the Double Deckers“ bei. Weiterhin schrieb Jones eine Episode von „The Gold Robbers“ (1969).
In England schrieb er Bücher und Lieder für zwei Musicals mit dem Komponisten Kenny Clayton: „Cupid“ und „Black Maria“. Sein witziges Zweipersonenstück „Early One Morning“ wurde das Musical „Fugue in Two Flats“ mit der Musik von Paul Knight. Für seine Musicalversion von Peter Pan schrieb Andy Davidson die Musik. Nach dem Umzug nach Kreta verfasste Jones Bücher und Texte für weitere Musicals. Er schrieb das Libretto für ein Musical über das Leben einer spanischen Kurtisane der Belle Époque, La Belle Otero, Musik von Christopher Littlewood. In seinen letzten Jahren bis kurz vor seinem Tod schrieb er zwei Opernlibretti, für die er einen Komponisten suchte, und zwei neue Theaterstücke, die Komödie „Marry Go Round“, die in Athen spielt, und „The Muses Darling“, ein Stück über die letzten Tage von Christopher Marlowe.
1997 ließ Jones sich in Vamos auf Kreta nieder, war aber weiterhin als Schauspieler, Regisseur und Autor aktiv. Er verfasste seine Autobiographie „No Official Umbrella“, die Romane „Angel“ und „The Journeys We Make“, eine Sammlung Horrorgeschichten, „The Museum Mysteries & Other Short Stories“ und fünf Bücher einer Krimireihe mit dem skurrilen Privatdetektiv Thornton King und seiner Partnerin Miss Holly Day: „Dead On Time“, „Just In Case“, „Dead On Target“, „The Cinelli Vases“ und „Celluloid and Tinsel“. Als Glyn Jones starb, war der letzte Band aus der Reihe noch nicht veröffentlicht. Ferner wurden veröffentlicht: „Doctor Who and the Space Museum“ (W. H. Allen/Virgin), als Audiobook (BBC), „The Double Deckers“ (Pan) und ein Band Kindergedichte „Hildegarde H And Her Friends“ (Abydos Publishing).
In Amerika wurden seine Theaterstücke „Red in the Morning“, „Generations“ und „Third Drawer from the Top“ aufgeführt.
Sein Stück „Thriller of the Year/Gefährliches Wochenende“ wurde 1967 im Golders Green Hippodrome uraufgeführt und wird kontinuierlich in Deutschland gespielt. Er arbeitete bis kurz vor seinem Tod mit Beate Staufenbiel an der deutschen Übersetzung von zwei weiteren Stücken:
„Rosemary“ und „Hear the Hyena Laugh/Das Lachen der Hyäne“. Letzteres hatte im Januar 2015 postum im Mobilen Theater Bielefeld Premiere. Drei Stücke wurden von Samuel French und sieben DCG Media Group veröffentlicht.